# Рационална функција
Рационална функција је количник два полинома. То је функција облика:
{\displaystyle f(x)={\frac {P(x)}{Q(x)}}},
где су {\displaystyle P(x)} и {\displaystyle Q(x)} полиноми. Другим речима, рационална функција је облика: 
{\displaystyle f(x)={\frac {a_{0}x^{n}+a_{1}x^{n-1}+...+a_{n}}{a_{0}x^{m}+a_{1}x^{m-1}+...+a_{m}}}},
где су {\displaystyle a_{i}}, {\displaystyle b_{j}} константни бројеви, а m и n цели ненегативни бројеви. Рационална функција је дефинисана за све вредности аргумента x осим када је вредност имениоца {\displaystyle Q(x)} нула.
Збир, разлика, производ и количник рационалних функција је рационална функција. Када је {\displaystyle m=0} рационална функција се назива цела рационална функција или полином. Када је {\displaystyle n=m=1} тада се р. ф. назива билинеарна и има облик:
{\displaystyle y={\frac {ax+b}{cx+d}}}.